# Coprosma wallii
Coprosma wallii is een plantensoort uit de sterbladigenfamilie (Rubiaceae). Het is een struikachtige kleine boom die een groeihoogte tot 3 meter kan bereiken. De soort heeft een stevige stam die bedekt is met een donkere, bobbelachtige schors. Hieraan groeien veel wijduitstaande takken met daaraan paren kleine ovale bladeren. Deze bladeren zijn  5 tot 10 millimeter lang en bijna net zo breed als lang. De eivormige steenvrucht is tweekleurig en de kleuren zijn donkerviolet en zwart.
De soort komt voor op het Zuidereiland in Nieuw-Zeeland. Hij groeit daar in seizoensgebonden overstroomde alluviale bossen langs rivieren en in bossen met podocarp op steil aflopende basaltische of andesitische rotsen. In deze habitats is sprake van koude winters en droge zomers.